# Pasar Baru Kota Bani
Pasar Baru Kota Bani is een bestuurslaag in het regentschap Bengkulu Utara van de provincie Bengkulu, Indonesië. Pasar Baru Kota Bani telt 3669 inwoners (volkstelling 2010).